# 藤村靖
藤村 靖（ふじむら おさむ、1927年8月29日-2017年3月13日）は、日本の物理学者、音声学者、言語学者。
音声学・音声科学の分野の礎を築いた先駆者の一人であり、調音音声学、音響学、知覚音声学、音韻論、計算言語学、理論言語学を含む、音声科学に関わる幅広い分野での研究業績で知られている。MITで行った研究を通して東京大学から博士号（物理学）を取得したのち、1965年から1973年まで東京大学医学部に設置された音声・言語医学研究施設 (Research Institute of Logopedics and Phoniatrics: RILP) の所長兼教授として所属した。1973年から1988年までアメリカ合衆国ニュージャージー州にあるベル研究所（Bell Labs)にて部門リーダーを務めた。その後、研究拠点をオハイオ州立大学に移し、そこで音声聴覚科学学部（Speech and Hearing Science）長兼教授として教鞭を執り、2003年に名誉教授として退官。アメリカ科学振興協会の会員である。

## 経歴
藤村の科学者としての経歴は約75年に及ぶ。研究生活の中で、藤村は256本の論文を第一著者、あるいは第二著者として執筆しており、その範囲は物理学、音響及び調音音声学、音韻論、漢字の記述法、統語論等多岐に渡る。著作物の中には11の著書及びモノグラフ、64本の研究論文、58本の論文集の章、56本の予稿集論文、42本の多方面に渡る著作物、そしてRILP時代の25本の論文が含まれる。
藤村の研究は音声学の中でも、特に調音音声学、音響音声学の分析、音声知覚など多方面に及ぶ。藤村は共同研究者と共に、人間の調音運動を正確に研究するためにX線技術を取り入れた。このX線技術を取り入れた音声データは現代の音声学研究においても重要な資料として使われている。藤村の研究は音声の音響分析、特に鼻子音の音響分析において、アンチフォルマントという概念を導入し、鼻子音の音響研究の基礎を作り上げたことでその功績を残している。さらに、藤村の研究は子音から母音への遷移は、その反対（母音から子音への遷移）よりも知覚的に顕著であることを明らかにした。音声科学への功績以外にも、藤村は1963年に、ノーム・チョムスキーのSyntactic Structuresの概説を書いており、日本への生成文法の導入にも寄与している。後の研究生活において、藤村はC/D model と呼ばれる調音音声のモデルを提唱した。このモデルは音韻素性（featural specifications）が、実際の調音運動指令に変換される（Converted）とともに、複数の調音器官割り当てられる（Distributed）というものである。このC/Dモデルは心理的、音韻的情報がどのように実際の生理学的な調音指令になるのかという理論であり、現在多くの音声学者によってこの理論の研究が行われている。
藤村の最初の勤め先は東京都国分寺市にある小林理学研究所で、1952年から1958年まで研究助手として勤務した。その後、1958年から1965年まで東京都調布市にある電気通信大学のコミュニケーション科学研究室（Research Laboratory of Communication Science）に准教授として勤務した。また、1958年から1961年まで、MITで電気工学研究室（音声コミュニケーショングループ）の研究員も務めていた。MITでは. Morris Halle とK. N. Stevens指導を受けた。その後、1963年から1965年の2年間はスウェーデンのストックホルムにあるスウェーデン王立工科大学に客員研究員として在籍し、Gunnar Fantから指導を受けた。この期間に藤村は現代の音響分析の基礎に繋がる研究を行っている。
1962年に東京大学から物理学の分野で博士を取得した。1965年から東京大学医学部に設置された音声・言語医学研究施設(RILP)で教授を務めた。1969年から1973年にかけて研究施設の研究長を務め、その間に数多くの重要な音声研究の論文を発表している。同時に1974年には東京大学文学部言語学研究室の助教授、及び東京大学医学系研究科生理学講座の講座長を務めていた。この時期にRILPは音声科学の研究拠点として活発な施設となり、音声の調音法を研究するために、繊維光学、 EMG (electromyography)（筋電図検査）、X線微光束(X-ray microbeam)を含む高度な技術と器械を開発することに重点をおいていた。この時期にRILPで行われた研究は現代の音声科学研究の礎になっており、現在でも音声学の研究論文に引用され続けている。
1973年にはアメリカ合衆国ニュージャージー州Murray Hillにあるベル研究所（AT&T Bell Labs） に移った。そこで藤村は1984年まで言語学・音声分析研究部門の研究部長（研究リーダー）を、1987年まで言語学・人工知能研究部門の研究部長（研究リーダー）を、そして1988年まで人工知能部門の研究部長（研究リーダー）を務めた。この時期、藤村は数多くの科学者と共同研究を行い、Mark Liberman, Janet Pierrehumbert, William Poser, Mary Beckman, Marian Macchi, Sue Hertz, Jan Edwards,  Julia Hirschbergといった若い研究者たちの育成に尽力した。藤村の言語学全般に関わる幅広い洞察力はベル研究所でポスドク研究員していた理論音韻論学者のJohn McCarthyや理論意味論学者のBarbara Parteeらに影響を与えたことからも分かる。
1988年、藤村はオハイオ州立大学の音声聴覚科学学科に移り、2003年に退官し名誉教授となった。この期間に藤村はReiner Wilhelms Tricarico, Chao-Min Wu, Donna Erickson, Kerrie Beechler Obert, Caroline Menezez, Bryan Pardoといった研究者らを指導しながら、調音音声学のC/Dモデルの構築を始めた。オハイオ州立大学では、認知科学センターの一員であり（1988年—2003年）、生体医用工学センターの教授（Participating Professor）（1992年—2003年）を務めていた。また、1992年から1996年まで日本のATR/HIPで定期的に客員研究員でもあった。1997年から1998年にかけてオハイオ州立大学から研究休暇を取得し、日本学術振興会の招聘研究員として東京外国語大学のAA研（アジア・アフリカ言語研究所）で研究を行った。2004年から2006年にかけて藤村は国際高等研究所で研究員として研究を行った。オハイオ州立大学を退官した後、2003年から2004年にかけて名古屋大学のCenter of Excellence (COE)で研究員を務め、研究を行った。
藤村先生は彼自身の研究そのものにとどまらず、他の研究者たちと積極的に交流し、大きな影響を与えた続けた。藤村は、年齢や性別関係なく、若い研究者に音声科学の方法論を学ばせ、彼らが音声科学の分野で独り立ちしていけるように晩年まで指導を続けた。    

## 特許
音声合成における先駆的研究を行う研究者としては自身の発明に対しあまり特許を申請していない。
1978年に音声伝達システム（Speech transmission system）で特許（US 4170719 A）を取得した。これは有声と無声の音を違う音として作り出す音声合成をする機械であった。
藤村の発明の一つにコンピュータでの追跡に基づく X-Ray microbeam systemがあるが、これは人間の会話を録音するための機械である。この機械の第1号機は東京大学にいるときに、JEOL (Nihon-Denshi KK)によって作られた。第2号機はウィスコンシン大学にいるときに作られ2009年まで使われ続けた。この機械はどのように人間が音を出すのかということを研究するため、舌の動きと口腔内を捉える極微量のX線を使用していた。1号機も2号機も人間の音声生成理論の発見を確認のために数多くの研究者に使用された。
もう一つの特許（US Patent 4426722 A ）はX線を使用する機械の電子源に関わる特許である。

## 私生活
藤村靖は1927年8月29日に藤村すすむとせい（旧姓は常吉）の間に東京で生まれ、2017年3月13日にハワイで亡くなった。家族は妻のJ. Catita Williams、4人の息子のAkira, Makoto, Andrew,Nickである。藤村は日本、アメリカ合衆国、スウェーデンで1958年から研究を行ってきた。1973年に家族でニュージャージー州のNew Providenceに移った。その後、オハイオ州のUpper Arlington、鎌倉に移り住み、余生をハワイ島で過ごした。
藤村家は源氏の子孫で、12世紀に征夷大将軍として鎌倉幕府を開いた源頼朝の遠縁にあたる。